# Xã Milford, Quận Defiance, Ohio
Xã Milford (tiếng Anh: Milford Township) là một xã thuộc quận Defiance, tiểu bang Ohio, Hoa Kỳ. Năm 2010, dân số của xã này là 1.081 người.